# Noção primitiva
Em matemática, lógica, e sistemas formais, uma noção primitiva é um conceito indefinido. Em particular, a noção primitiva não é definida em termos de conceitos previamente definidos, mas é apenas motivada informalmente, geralmente por um apelo à intuição e a experiência cotidiana. Em um sistema axiomático ou outro sistema formal, o papel de uma noção primitiva é análogo ao de um axioma. Teorias formais não podem prescindir de noções primitivas, sob pena de regresso infinito.
O fato de que elas não são definidas, não significa que elas não podem ser caracterizadas através de exemplos e frases de apoio ao raciocínio, por exemplo:
Neste livro, o conceito de "ponto" não é primitivo, pois é definido através do conceito de "parte" que é primitivo, pois não recebe definição.
Um conceito pode ser primitivo em um contexto mas não o ser em outro. Como exemplo, em psicologia, as cores geralmente são conceitos primitivos, pois o significado das cores provém unicamente do sentido da visão (e portanto a única maneira de ensinar o que significa precisamente a palavra azul, é mostrando algo dessa cor), mas no contexto da física, elas tem definições em termos de comprimentos de onda.